# Мораа, Мэри
Мэри Мораа (англ. Mary Moraa; род. 15 июня 2000, Кения) — кенийская легкоатлетка, которая специализируется в беге на 800 и 400 метров. Чемпионка мира 2023 года в беге на 800 метров, призёр чемпионата мира 2022 года. Чемпионка Игр Содружества 2022 года. Участница летних Олимпийских игр 2020 года в Токио. 

## Общая информация
В 2019 году на Африканских играх Мэри в беге на 400 метров стала четвёртой с результатом 51,97 секунды. В составе кенийской эстафетной команды 4 по 400 метров она также заняла четвёртое место. На чемпионате мира в Катаре, в беге на 400 метров стала 18-й — 52,11, а в эстафете 4 по 400 метров — одиннадцатой.
В 2021 году приняла участие в летних Олимпийских играх в Токио. На дистанции 800 метров с результатом 2:00,47 заняла итоговое пятнадцатое место.
В 2022 году она смогла ворваться в элиту лёгкой атлетики. В июле на чемпионате мира в Юджине она завоевала бронзовую медаль в беге на 800 м с результатом 1:56.71. Вв Бирмингеме на Играх Содружества завоевала золотую медаль на дистанции 800 метров — 1:57,07. 
27 августа 2023 года выиграла золотую медаль на дистанции 800 метров на чемпионате мира в Будапеште с результатом 1:56.03. 